# 갯실새삼
갯실새삼(Cuscuta chinensis)은 바닷가에 흔히 나는 기생 식물인 한해살이풀이다. 전체에 털이 없으며, 깊은 없으나 비늘 조각이 어긋난다 꽃은 흰색, 꽃자루는 짧고, 가지의 각처에 총상꽃차례가 덩어리 모양으로 달리며, 꽃 밑에 작은 포가 있다. 꽃받침은 짧은 종 모양, 능선이 5개 있으며, 갈래는 삼각형, 길이 2mm, 화관은 길이 2.5mm, 화관통 안쪽에 털처럼 갈라진 5개의 비늘 조각이 있다. 수술은 5개, 화관통에 붙어 있고, 비늘 조각 길이의 1/2 정도이다. 열매는 삭과로 납작한 둥근 모양이며 꽃받침에 싸이고 씨는 4개이다. 씨는 약용으로 쓰인다.